# Gneo Cornelio Scipione Calvo
Gneo Cornelio Scipione Calvo (in latino Gnaeus Cornelius Scipio Calvus; ... – Hispania, 212/211 a.C.) è stato un militare e politico romano.

## Biografia

### Origini familiari
Suo padre era Lucio Cornelio Scipione (Lucius Cornelius L.f. Scipio), figlio di Lucio Cornelio Scipione Barbato, censore nel 280 a.C., console nel 276 a.C. Suo fratello minore era Publio Cornelio Scipione, padre del più famoso Publio Cornelio Scipione Africano Maggiore.

### Carriera politica

#### Consolato (222 a.C.)
Gneo Cornelio Scipione Calvo fu nominato console  nel 222 a.C. insieme a Marco Claudio Marcello, e con lo stesso assediò e prese Mediolanum (Milano), capitale insubre, ponendo fine alla guerra. Gneo Cornelio Scipione fu soprannominato Calvo per distinguerlo da suo zio, un altro Gneo Cornelio Scipione soprannominato Asina (o asino), che fu per due volte console durante la prima guerra punica.

#### Alla conquista della Spagna con il fratello Publio (218 - 212/211 a.C.)

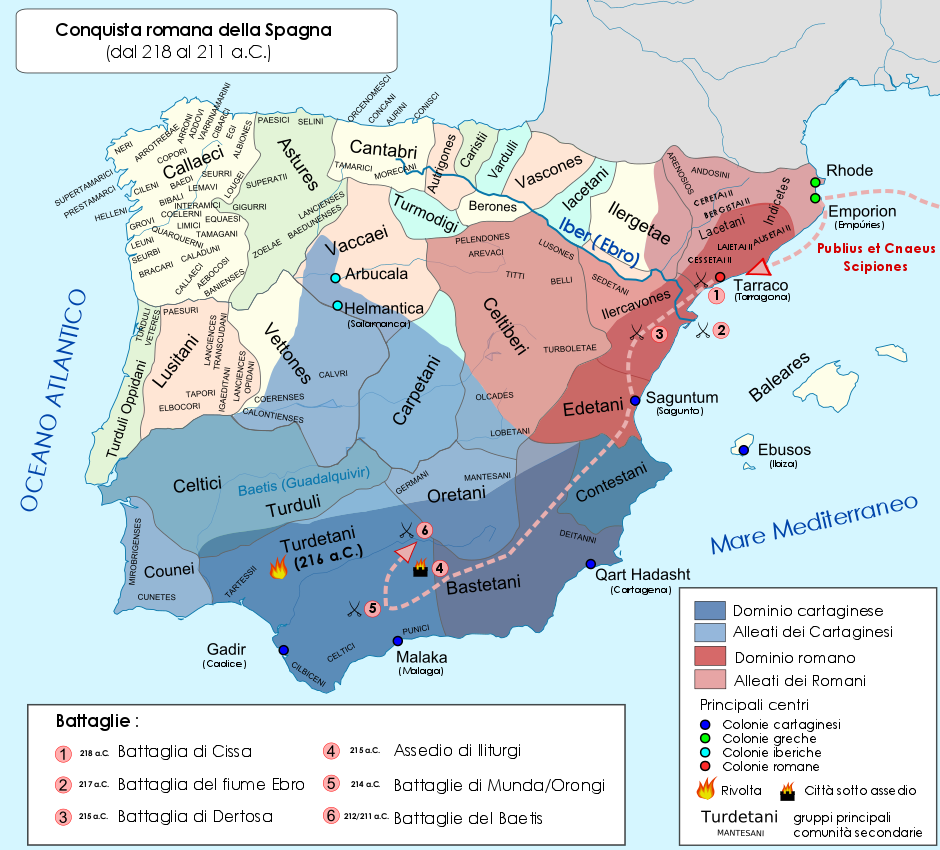
L'avanzata dei Romani in Spagna (dal 218 al 211 a.C.) sotto i due Scipioni, Publio e Gneo

Gneo Cornelio Scipione Calvo combatté nella seconda guerra punica in Iberia (Spagna) dalla fine del 218, al 212/211 a.C. ottenendo numerosi successi contro le forze cartaginesi di Asdrubale Giscone.
Livio racconta che verso la metà del 218 a.C., il fratello Publio gli affidò il comando della spedizione in Iberia, poiché egli doveva difendere i territori della Gallia cisalpina dall'avanzata di Annibale. Le forze a sua disposizione erano di 60 quinqueremi, due legioni e i corrispettivi reparto di cavalleria, oltre a 14.000 fanti alleati e 1.600 cavalieri (pari ad oltre tre alae).
Gneo partì dalla foce del Rodano e passati i Pirenei, approdò ad Emporion (Empúries), antica colonia focese. Questa fu la località da dove Roma iniziò la sua conquista della penisola. Una volta sbarcato iniziò la sua avanzata dal paese dei Lacetani, inducendoli a far causa comune con i Romani, insieme a tutte le genti del litorale iberico fino al fiume Ebro. Egli in parte rinnovò antiche alleanza, in parte ne creò di nuove.
A sud dell'Ebro vi era la provincia cartaginese assegnata ad Annone, il quale credendo che fosse giunto il momento per muovere contro Gneo, pose il campo di fronte a quello romano. Poi schierò l'esercito pronto al combattimento. E poiché a Gneo non pareva il caso di rimandare lo scontro, attendendo l'arrivo di Asdrubale, preferì combattere i due comandanti cartaginesi separatamente. Si fece incontro così ad Annone.
La prima importante battaglia tra Cartaginesi e Romani ebbe luogo a Cissa, che qualcuno ha identificato con la stessa Tarraco (Tarragona). Qui i Cartaginesi subirono una pesante sconfitta ad opera dello stesso Gneo.
Rese quindi amiche ed alleate di Roma tutte le popolazioni che si trovavano a nord dell'Ebro e riuscì a prendere vivi il generale dei Cartaginesi, Annone, e quello degli Iberi, Indibile, che era il sovrano indiscusso di tutte le regioni interne dell'Iberia.
Gneo riuscì a consolidare la sua posizione a nord del fiume Ebro, mentre Asdrubale arrivò troppo tardi per aiutare Annone, ma in ogni caso attraversò il fiume e con una forza di 8.000 fanti e 1.000 cavalieri riuscì a sorprendere i legionari romani nei pressi di Tarraco e a distruggere 25 navi romane, riducendone il numero da 60 a sole 35. Quindi si ritirò, pronto a fortificare i suoi territori a sud dell'Ebro, e andando a svernare a Nova Carthago. Gneo, invece, una volta raggiunta la flotta, dopo aver punito i responsabili della sconfitta subita contro Asdrubale, lasciò a Tarraco (Tarragona) un modesto presidio e andò a svernare a Emporiae, dove distribuì ai soldati il bottino.
Allontanatosi Gneo da quei territori, riapparve Asdrubale, il quale non solo spinse la popolazione degli Ilergeti alla defezione, sebbene questi ultimi avessero appena dato in ostaggio ai Romani i propri giovani, ma si mise anche a devastare i campi di tutte le popolazioni limitrofe alleate dei Romani. Richiamato pertanto Scipione dai quartieri invernali, Asdrubale si allontanò andando a rifugiarsi ancora una volta a sud del fiume Ebro.
Gneo allora, deciso a dare una lezione agli Ilergeti che avevano defezionato e che ora erano stati abbandonati dal comandante cartaginese, si diresse verso la loro capitale, Atanagrum, e la cinse d'assedio. In poi giorni ne ottenne la resa e ridusse in suo potere questo popolo, obbligandolo a pagare un tributo e ad inviargli un numero di ostaggi maggiore della volta precedente.

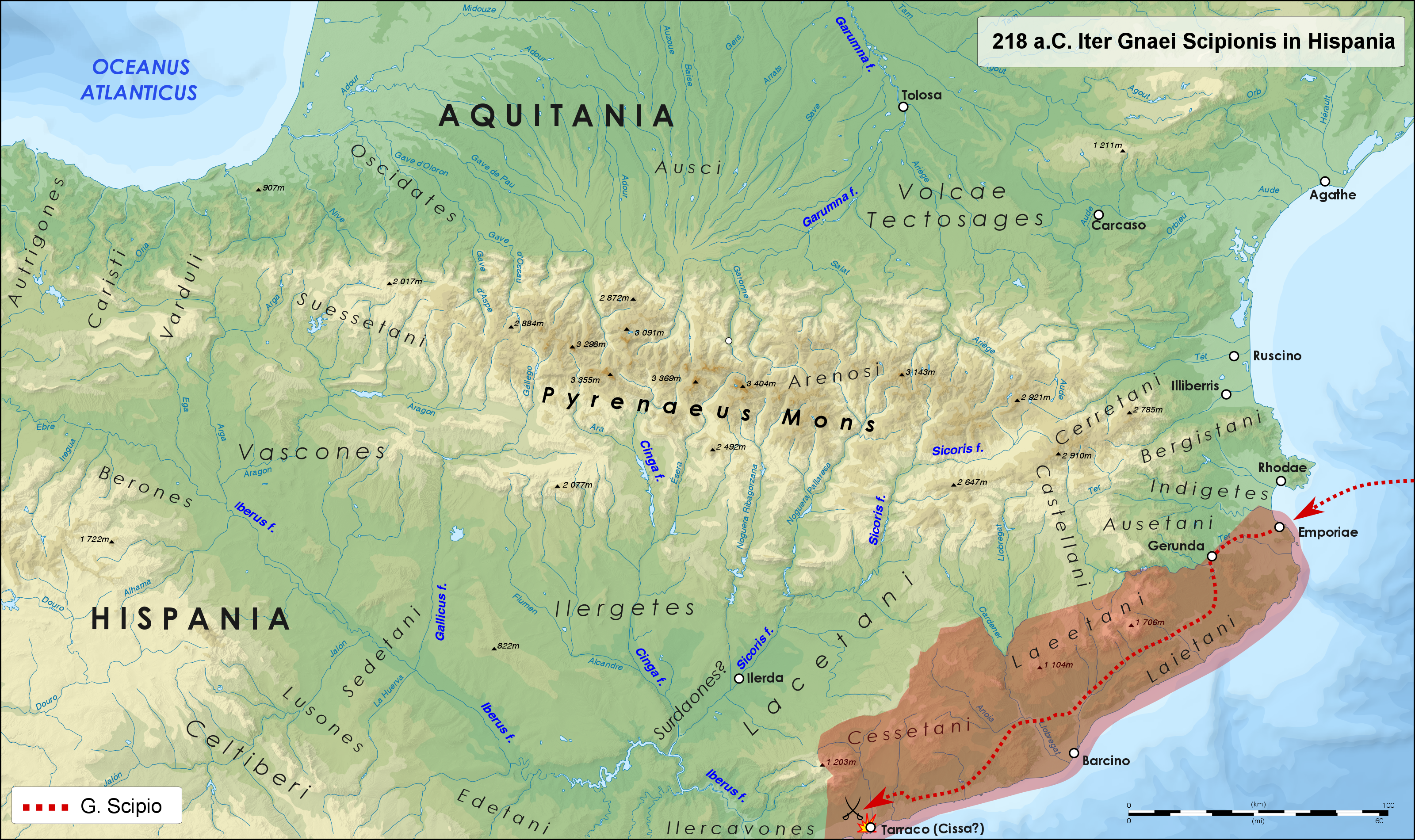
Avanzata di Gneo Scipione in Spagna nel 218 a.C.

Poco dopo fu la volta degli Ausetani, popolazione che non distava molto dal fiume Ebro, alleati anch'essi dei Cartaginesi. Anche la loro capitale venne assediata, mentre i vicini Lacetani, che avevano tentato di aiutare questa popolazione confinante durante la notte, furono respinti. Dopo trenta giorni d'assedio, peraltro favorito dal tempo inclemente, durante il quale raramente la neve era inferiore ai tre piedi (oltre un metro) d'altezza, queste due popolazioni videro uccisi 12.000 uomini dei loro. Alla fine, dopo che il loro comandante, Amusico, si era rifugiato presso Asdrubale, i Lacetani pattuirono la resa per venti talenti d'argento (65 kg circa) e si arresero. Fu così che, alla fine di questo primo anno di guerra, i Romani preferirono ritirarsi a Tarraco utilizzando questa città come loro nuova base per i quartieri d'inverno. A lui ed al fratello Publio si deve, infatti, la costruzione della mura ciclopiche di questa città.

#### Morte in battaglia (212/211 a.C.)
Venne ucciso nel corso delle battaglie del Baetis superiore nel 212/211 a.C. poco dopo la morte di suo fratello minore.
(Livio, XXV, 36.13-14.)
Gli ispanici provavano cordoglio e rimpianto per la perdita dei due generali, soprattutto per Gneo che più a lungo li aveva governati e che prima del fratello aveva guadagnato la loro fiducia, dando loro per primo la testimonianza della giustizia e della moderazione dei Romani.
Singolare il parallelismo tra le vite dei due fratelli: entrambi erano comandanti capaci, entrambi furono eletti consoli e infine entrambi furono uccisi in Spagna dopo che i loro eserciti si erano separati.

### Discendenza
Suo figlio fu Publio Cornelio Scipione Nasica, console nel 191 a.C., il primo Scipione Nasica (soprannominato Nasica per il suo prominente naso), che diede inizio al ramo nasica della famiglia degli Scipioni. Il figlio di Scipione Nasica, che a sua volta si chiamava Scipione Nasica (soprannominato Corculum), sposò la sua seconda cugina Cornelia Africana Maggiore, la figlia maggiore di Scipione Africano, e in questo modo riunì i due rami della famiglia. I loro discendenti in linea diretta perpetuarono il nome della famiglia fino al 46, quando Scipione Metello fu adottato dalla famiglia dei Cecili Metelli.
Ebbe anche una figlia, Megulia, divenuta famosa per la sua eccezionale dote, dando origine all'appellativo Megulia Dotata dato a chi era accompagnata da dote cospicua.